# جمال حمدان
جمال حمدان، (12 شعبان 1346 هـ / 4 فبراير 1928م - 17 أبريل 1993م) هو أحد أعلام الجغرافيا المصريين. اسمه بالكامل جمال محمود صالح حمدان، ولد في قرية ناي بمحافظة القليوبية.

## كتاباته
مع أن ما كتبه جمال حمدان قد نال بعد وفاته بعضا من الاهتمام الذي يستحقه، إلا أن المهتمين بفكر جمال حمدان صبوا جهودهم على شرح وتوضيح عبقريته الجغرافية، متجاهلين في ذلك ألمع ما في فكر حمدان، وهو قدرته على التفكير الاستراتيجي حيث لم تكن الجغرافيا لدية الا رؤية إستراتيجية متكاملة للمقومات الكلية لكل تكوين جغرافي وبشرى وحضاري ورؤية للتكوينات وعوامل قوتها وضعفها، وهو لم يتوقف عند تحليل الأحداث الآنية أو الظواهر الجزئية، وإنما سعى إلى وضعها في سياق أعم وأشمل وذو بعد مستقبلي أيضا. ولذا فان جمال حمدان، عاني مثل أنداده من كبار المفكرين الاستراتيجيين في العالم، من عدم قدرة المجتمع المحيط بهم على استيعاب ما ينتجونه، إذ انه غالبا ما يكون رؤية سابقة لعصرها بسنوات، وهنا يصبح عنصر الزمن هو الفيصل للحكم على مدى عبقرية هؤلاء الاستراتيجيون.
وإذا ما طبقنا هذا المعيار الزمني على فكر جمال حمدان، نفاجأ بان هذا الاستراتيجي كان يمتلك قدرة ثاقبة على استشراف المستقبل متسلحا في ذلك بفهم عميق لحقائق التاريخ ووعي متميز بوقائع الحاضر، ففي عقد الستينات، وبينما كان الاتحاد السوفيتي في أوج مجده، والزحف الشيوعي الأحمر يثبت أقدامها شمالا وجنوبا، أدرك جمال حمدان ببصيرته الثاقبة أن تفكك الكتلة الشرقية واقع لا محالة، وكان ذلك في 1968م، فإذا الذي تنبأ به يتحقق بعد إحدى وعشرين سنة، وبالتحديد في عام 1989، حيث وقع الزلزال الذي هز أركان أوروبا الشرقية، وانتهى الأمر بانهيار أحجار الكتلة الشرقية، وتباعد دولها الأوروبية عن الاتحاد السوفيتي، ثم تفكك وانهيار الاتحاد السوفيتي نفسه عام 1991م.

## رأيه في نسب اليهود المعاصرين
كان جمال حمدان يُشكك في أن اليهود الحاليين هم أحفاد بني إسرائيل الذين خرجوا من فلسطين خلال حقب ما قبل الميلاد، واثبت في كتابه «اليهود أنثروبولوجيا» الصادر في عام 1967، بالأدلة العملية أن اليهود المعاصرين الذين يدعون أنهم ينتمون إلى فلسطين ليسوا هم أحفاد اليهود الذين خرجوا من فلسطين قبل الميلاد، وإنما ينتمي هؤلاء إلى إمبراطورية «الخزر التترية» التي قامت بين «بحر قزوين» و«البحر الأسود»، واعتنقت اليهودية في القرن الثامن الميلادي، وهو ما أكده بعد ذلك بعشر سنوات «آرثر كوستلر» مؤلف كتاب القبيلة الثالثة عشرة الذي صدر عام 1976.
يعد جمال حمدان واحداً من قلة محدودة للغاية من المثقفين المسلمين الذين نجحوا في حل المعادلة الصعبة المتمثلة في توظيف أبحاثهم ودراساتهم من أجل خدمة قضايا الأمة، حيث خاض من خلال رؤية إستراتيجية واضحة المعالم معركة شرسة لتفنيد الأسس الواهية التي قام عليها المشروع الصهيوني في فلسطين.
إذا كان الباحث المصري الدكتور عبد الوهاب المسيري قد نجح من خلال جهد علمي ضخم في تفكيك الأسس الفكرية للصهيونية، فإن جمال حمدان كان سباقاً في هدم المقولات الإنثروبولوجية التي تعد أهم أسس المشروع الصهيوني، حيث أثبت أن إسرائيل - كدولة - ظاهرة استعمارية صرفة، قامت على اغتصاب غزاة أجانب لأرض لا علاقة لهم بها دينياً أو تاريخياً أو جنسياً، مشيراً إلى أن هناك «يهوديين» في التاريخ، قدامى ومحدثين، ليس بينهما أي صلة أنثروبولوجية، ذلك أن يهود «فلسطين التوراة» تعرضوا بعد الخروج لظاهرتين أساسيتين طوال 20 قرناً من الشتات في المهجر: خروج أعداد ضخمة منهم بالتحول إلى غير اليهودية، ودخول أفواج لا تقل ضخامة في اليهودية من كل أجناس المهجر، وأقترن هذا بتزاوج واختلاط دموي بعيد المدى، انتهى بالجسم الأساسي من اليهود المحدثين إلى أن يكونوا شيئاً مختلفاً كلية عن اليهود القدامى.
في وقت كان الصهاينة يروجون لأنفسهم كأصحاب مشروع حضاري ديمقراطي وسط محيط عربي إسلامي متخلف، لم تخدع تلك القشرة الديمقراطية الصهيونية المضللة عقلية لامعة كجمال حمدان، كما أنه لم يستسلم للأصوات العربية الزاعقة التي لا تجيد سوى الصراخ والعويل، واستطاع من خلال أدواته البحثية المحكمة ان يفضح حقيقة إسرائيل، مؤكدا «أن اليهودية ليست ولا يمكن أن تكون قومية بأي مفهوم سياسي سليم كما يعرف كل عالم سياسي، ورغم أن اليهود ليسوا عنصراً جنسياً في أي معنى، بل» متحف«حي لكل أخلاط الأجناس في العالم كما يدرك كل أنثروبولوجي، فإن فرضهم لأنفسهم كأمة مزعومة مدعية في دولة مصطنعة مقتطعة يجعل منهم ومن الصهيونية حركة عنصرية أساساً».
على الرغم من أن البعض استغرب مطالبة رئيس الوزراء الصهيوني أرييل شارون الفلسطينيين الاعتراف بـ «إسرائيل كدولة يهودية»، وهو الأمر الذي روج له الرئيس الأمريكي جورج بوش في قمة العقبة، فان جمال حمدان كشف قبل نحو ثلث قرن تلك الحقيقة الطائفية البحتة للمشروع الصهيوني، ووصف في كتابه «إستراتيجية الاستعمار والتحرير» إسرائيل بأنها «دولة دينية صرفة، تقوم على تجميع اليهود، واليهود فقط، في جيتو سياسي واحد، ومن ثم فأساسها التعصب الديني ابتداء، وهي بذلك تمثل شذوذاً رجعياً في الفلسفة السياسية للقرن العشرين، وتعيد إلى الحياة حفريات العصور الوسطى بل القديمة».
أدرك حمدان مبكرا من خلال تحليل متعمق للظروف التي أحاطت بقيام المشروع الصهيوني أن «الأمن» يمثل المشكلة المحورية لهذا الكيان اللقيط، واعتبر ان وجود إسرائيل رهن بالقوة العسكرية وبكونها ترسانة وقاعدة وثكنة مسلحة، مشيرا إلى أنها قامت ولن تبقى -وهذا تدركه جيداً- إلا بالدم والحديد والنار. ولذا فهي دولة عسكرية في صميم تنظيمها وحياتها، ولذا أصبح جيشها هو سكانها وسكانها هم جيشها.
حدد جمال حمدان الوظيفة التي من أجلها أوجد الاستعمار العالمي هذا الكيان اللقيط، بالاشتراك مع الصهيونية العالمية، وهي ان تصبح قاعدة متكاملة آمنة عسكرياً، ورأس جسر ثابت استراتيجياً، ووكيل عام اقتصادياً، أو عميل خاص احتكارياً، وهي في كل أولئك تمثل فاصلاً أرضياً يمزق اتصال المنطقة العربية ويخرب تجانسها ويمنع وحدتها وإسفنجة غير قابلة للتشبع تمتص كل طاقاتها ونزيفاً مزمناً في مواردها ".
إذا ما قلبنا في صفحات كتاب «جمال حمدان.. صفحات من أوراقه الخاصة»، نجد حالة نادرة من نفاذ البصيرة والقدرة الاستراتيجية على المستقبل، ففي الوقت الذي رأى البعض في إقرار قمة بروكسيل (13، 14 ديسمبر 2003) تشكيل قوة عسكرية أوروبية منفصلة عن حلف الأطلسى بداية لانهيار التحالف التاريخي بين الولايات المتحدة وأوروبا الغربية، نجد ان جمال حمدان قد تنبأ بهذا الانفصال منذ نحو 15 عاما، مشيرا إلى انه «بعد سقوط الاتحاد السوفيتي وزواله، بدأ البحث عن عدو جديد، قيل: إنه الإسلام، نؤكد أن الإسلام خارج المعركة والحلبة، هو فقط كبش فداء مؤقت، أما العدو الحقيقي الفعال فسيظهر من بين صفوف المعسكر المنتصر بالغرب، وسيكون الصراع الرهيب بين أمريكا وأوروبا الغربية أو اليابان». ويضيف في موضع آخر من الكتاب " " لقد بدأت الحـرب البـاردة بالفعل بين شـاطئ الأطلسي، بين أوروبا وأمريكا، لقد انتقلت الحرب الباردة من الشرق - الغرب، أو الشيوعية- الرأسمالية، إلى داخل الغرب نفسه، وداخل الرأسماليين القدامى خاصة بين فرنسا وألمانيا في جبهة، بريطانيا وأمريكا في الجبهة المضادة.

## رؤيته المستقبلية الإستراتيجية
هذه القدرة على استشراف المستقبل تبدو واضحة أيضا، في توقع جمال حمدان لسعي الغرب لخلق صراع مزعوم بين الحضارات من أجل حشد أكبر عدد من الحلفاء ضد العالم الإسلامي، حيث أكد انه «بعد سقوط الشيوعية وزوال الاتحاد السوفيتي، أصبح العالم الإسلامي هو المرشح الجديد كعدو الغرب الجديد. وإلى هنا لا جديد. الجديد هو أن الغرب سوف يستدرج خلفاء الإلحاد والشيوعية إلى صفه ليكوّن جبهة مشتركة ضد العالم الإسلامي والإسلام، باعتبارهم العدو المشترك للإثنين، بل لن يجد الغرب مشقة في هذا، ولن يحتاج الأمر إلى استدراج: سيأتي الشرق الشيوعي القديم ليلقي بنفسه في معسكر الغرب الموحد ضد الإسلام والعالم الإسلامي»، وهو ما تحقق بالفعل، حيث وضع صموئيل هنتنجتون Samuel Huntington في كتابه صدام الحضارات الخطوط الفكرية العريضة لهذا الحلف، فيما يخوض المحافظون الجدد في البيت الأبيض غمار معاركه الفعلية، في إطار ما بات يعرف بالحرب على الإرهاب، والتي لا تخرج عن كونها ستارا لحرب شاملة على الإسلام.
من الرؤى المستقبلية التي طرحها جمال حمدان، وتبدو في طريقها إلى التحقق، تلك النبوءة الخاصة بانهيار الولايات المتحدة، حيث كتب حمدان في بداية التسعينيات يقول: "أصبح من الواضح تمامًا أن العالم كله وأمريكا يتبادلان الحقد والكراهيـة علنًا، والعالم الذي لا يخفي كرهه لها ينتظر بفارغ الصبر لحظة الشماتة العظمى فيها حين تسقط وتتدحرج، وعندئذ ستتصرف أمريكا ضد العالم كالحيوان الكاسر الجريح "، ومضى مضيفا" "لقد صار بين أمريكا والعالم "تار بايت" أمريكا الآن في حالة "سعار قوة" سعار سياسي مجنون، شبه جنون القوة، وجنون العظمة، وقد تسجل مزيدًا من الانتصارات العسكرية، في مناطق مختلفة من العالم عبر السنوات القادمة، ولكن هذا السعار سيكون مقتلها في النهاية".
يلفت حمدان إلى أن «الولايات المتحدة تصارع الآن للبقاء على القمة، ولكن الانحدار لأقدامها سارٍ وصارمٍ والانكشاف العام تم، الانزلاق النهائي قريب جدًا في انتظار أي ضربة من المنافسين الجدد ـ أوروبا، ألمانيا، اليابان». وتوقع «أن ما كان يقال عن ألمانيا واليابان استراتيجيًا سيقال عن أمريكا قريبًا، ولكن بالمعكوس، فألمانيا واليابان عملاق اقتصادي وقزم سياسي - كما قيل - بينما تتحول أمريكا تدريجيًا إلى عملاق سياسي وقزم اقتصادي» وتلك الرؤية تبدو في طريقها إلى التحقق - ولو ببطء - وتدل على ذلك الآلاف من حالات الإفلاس والركود الذي يعاني من الاقتصاد الأمريكي، مقابل نمو اقتصادي متسارع للاتحاد الأوروبي واليابان، ولم تكن مفاجأة أن العملة الأوروبية الموحدة «اليورو» حققت معدلات قياسية مقابل الدولار الأمريكي في فترة وجيزة.
من الاستشراقات المهمة التي تضمنتها أوراق جمال حمدان، تلك المتعلقة بعودة الإسلام ليقود من جديد، حيث يقول "يبدو لي أن عودة الإسلام أصبحت حقيقة واقعة في أكثر من مكان، عودة الإسلام حقيقة ودالة جدًا تحت ناظرينا"، ويلفت إلى انه " في الوقت نفسه يبدو أن ديناميات الإسلام تختلف تمامًا، فقديمًا كان الإسلام يتقلص في تراجع نحو الجنوب في جبهته الأوربية وجنوب جبـهته الإفريقية، الآن هناك عودة الإسلام في أوروبا خاصة في طرفيها أسبانيا وآسيا الوسطى، إضافة إلى هجرة المسلمين إلى قلب أوروبا". وحتى فيما يتعلق بنظرة جمال حمدان إلى علم الجغرافيا، الذي منحه عمره كله الا قليلا، نجد انه شكل بمفرده مدرسة راقية في التفكير الاستراتيجي المنظم، مزج فيها بطريقة غير مسبوقة ما بين علم الجغرافيا، الذي لا يتعدى مفهومه لدى البعض نطاق الموقع والتضاريس، وعلوم التاريخ والاقتصاد والسياسة، ليخرج لنا مكونا جديدا اسماه " جغرافيا الحياة". وأوضح حمدان في مقدمة كتابه الموسوعي "شخصية مصر"، المقصود بتلك الجغرافيا موضحا أنها: "علم بمادتها، وفن بمعالجتها، وفلسفة بنظراتها.. وهذا الرؤية ثلاثية الأبعاد في التعاطي مع الظاهرة الجغرافية تنقل عالم الجغرافيا من مرحلة المعرفة إلى مرحلة التفكير، ومن جغرافية الحقائق المرصوصة إلى جغرافية الأفكار الرفيعة.
ومن المؤسف بعد ذلك كله، أن جمال حمدان عانى من تجاهل ونسيان لأكثر من ثلاثين عاما قضاها منزويا في شقته الضيقة، ينقب ويحلل ويعيد تركيب الوقائع والبديهيات، وعندما مات بشكل ماسأوي، خرج من يتحدث عن قدرة خارقة لحمدان على التفرغ للبحث والتأليف بعيدا عن مغريات الحياة، كما لو كان هذا الانزواء قرارا اختياريا وليس عزلة فرضت عليه لمواقفه الوطنية الصلبة، وعدم قدرة المؤسسات الفكرية والمثقفين العرب على التعاطي مع أفكاره التي كانت سابقة لزمانها بسنوات.

## الجوائز والتكريم
حظي جمال حمدان بالتكريم داخل مصر وخارجها:
- جائزة الدولة التقديرية في العلوم الاجتماعية سنة 1986م- مصر
- جائزة التقدم العلمي سنة 1992م - الكويت
- جائزة الدول التشجيعية في العلوم الاجتماعية عام 1959م- مصر
- وسام العلوم من الطبقة الأولى عن كتاب «شخصية مصر» عام 1988م.
- جائزة شخصية المعرض ضمن جوائز معرض القاهرة الدولي للكتاب لعام 2020

## الترشيحات
عُرضت عليه كثير من المناصب الكبيرة في مصر وخارجها لكنه اعتذر عنها جميعاً مفضلاً التفرغ للبحث العلمي وكانت بعض الترشيحات هي:
- ترشيحه عام 1983م لتمثيل مصر في إحدى اللجان الهامة بالأمم المتحدة
- عضوية مجمع اللغة العربية
- رئاسة جامعة الكويت.

## وفاته
عثر على جثته والنصف الأسفل منها محروقاً، واعتقد الجميع أن د. حمدان مات متأثراً بالحروق، ولكن د. يوسف الجندي مفتش الصحة بالجيزة أثبت في تقريره أن الفقيد لم يمت مختنقاً بالغاز، كما أن الحروق ليست سبباً في وفاته، لأنها لم تصل لدرجة إحداث الوفاة.
اكتشف المقربون من د.حمدان اختفاء مسودات بعض الكتب التي كان بصدد الانتهاء من تأليفها، وعلى رأسها كتابة عن اليهودية والصهيونية ويقع في ألف صفحة وكان من المفروض أن يأخذه ناشره يوسف عبد الرحمن يوم الأحد و الكتاب الثاني: العالم الإسلامي المعاصر وله كتاب قديم عن العالم الإسلامي كتبه سنة 1965 ثم عاد و أكمله وتوسع فيه بعد ذلك لدرجة أنه أصبح كتاباً جديداً. والكتاب الثالث: عن علم الجغرافيا، مع العلم أن النار التي اندلعت في الشقة لم تصل لكتب وأوراق د. حمدان، مما يعني اختفاء هذه المسودات بفعل فاعل وحتى هذه اللحظة لم يعلم أحد سبب الوفاة ولا أين اختفت مسودات الكتب التي كانت تتحدث عن اليهود.
و مما يؤكد حتمية قتله ما رواه اشقائه عبد العظيم حمدان وفوزية حمدان أن الطباخ الذي كان يطبخ له فوجئنا بأن قدمه انكسرت وأنه راح بلده ولم نعد نعرف له مكاناً. وأمر آخر أن جارة كانت تسكن في البيت الذي يسكن فيه جمال حمدان قالت لنا إن هناك رجلاً وامرأة خواجات. سكنوا في الشقة الموجودة فوق شقته شهرين ونصف قبل اغتياله ثم اختفيا بعد قتله
وقد فجّر رئيس المخابرات السابق أمين هويدي مفاجأة من العيار الثقيل، حول الكيفية التي مات بها جمال حمدان، وأكد هويدي أن لديه ما يثبت أن الموساد الإسرائيلي هو الذي قتل حمدان.
ولقد تعددت أفكار جمال حمدان في المجال الجيوبوليتيكي حيث أسس لعلم الجيوبوليتيكا المصري والعربي 
وتوفي ولم يتزوج.

## مؤلفاته
ترك جمال حمدان 39 كتاب و79 بحث ومقالة، أشهرها كتاب شخصية مصر دراسة في عبقرية المكان.
مؤلفاته العربية التي نشرت باللغة العربية:
- دراسات في العالم العربي، القاهرة، 1958
- أنماط من البيئات، القاهرة، 1958
- دراسة في جغرافيا المدن، القاهرة، 1958
- المدينة العربية، القاهرة، 1964
- بترول العرب، القاهرة، 1964
- الاستعمار والتحرير في العالم العربي، القاهرة، 1964
- اليهود أنثروبولوجيا، كتاب الهلال، 1967
- شخصية مصر، كتاب الهلال، 1967
- إستراتيجية اللاستعمار والتحرير، القاهرة، 1968
- مقدمة كتاب القاهرة لديزموند ستيوارت، ترجمة يحيى حقي، 1969
- العالم الإسلامي المعاصر، القاهرة 1971
- بين أوروبا وآسيا، دراسة في النظائر الجغرافية، القاهرة، 1972
- الجمهورية العربية الليبية، دراسة في الجغرافيا السياسية، القاهرة، 1973
- 6 أكتوبر في الاستراتيجية العالمية، القاهرة، 1974
- قناة السويس، القاهرة، 1975
- أفريقيا الجديدة، القاهرة، 1975
- موسوعة شخصية مصر: دراسة في عبقرية المكان 4 أجزاء، القاهرة، 1975 - 1984

مؤلفاته وبحوثه المنشورة باللغة الإنجليزية:
- Population of the Nile Mid - Delta, past and present, Reading University, June 1953
- Khartum : study of a city, Geog. Review, 1956
- Studies in Egyptian Urbanism, Cairo, 1960
- Evolution of irrigation agriculture in Egypt, in : A history of land use arid regions, ed. L. Dublet Stamp, Unesco, Paris, 1961
- Egypt, the land and the people, in: Guide book to geology, 1962
- Pattern of medival urbanism in arab world, Geog. Review, April 1962
- Political map of the new Africa, Geog. Review, October 1963
- The four dimensions of Egypt

## وصلات خارجية
1. ↑  جمال حمدان قتل على يد الموساد[وصلة مكسورة]
2. ↑  محمد عبد السلام، الفكر الجيوبوليتيكي عند جمال حمدان، مكتبة نور، القاهرة، 2020 نسخة محفوظة 2021-08-15 على موقع واي باك مشين.

- جمال حمدان من موقع إسلام أون لاين
- جمال حمدان في أوراقه الخاصة: مستقبل مصر أسود نسخة محفوظة 13 سبتمبر 2010 على موقع واي باك مشين. - رويترز تاريخ النشر 19 أبريل 2010
- وثائق جمال حمدان في ذاكرة مصر المعاصرة.